# Донэйр, Нонито
Нони́то Донэйр ([noˈnito donˈajɾe]; таг. Nonito Donaire; род. 16 ноября 1982, Тагбиларан, Филиппины) — филиппинский боксёр-профессионал, выступающий в легчайшей (до 53,5), во второй легчайшей (до 55,2) и полулёгкой (до 57,1) весовых категориях.
Среди профессионалов действующий временный чемпион WBA в легчайшем весе (до 53,5 кг). Бывший чемпион мира по версиям WBC (2021—2022), WBA Super (2018—2019), WBC (2011) и WBO (2011) в легчайшем весе. Бывший чемпион мира по версии WBA Super (2014) в полулёгком весе. Бывший чемпион мира по версиям WBO (2012—2013, 2015—2016) и IBF (2012) во 2-м легчайшем весе. Бывший чемпион мира по версиям IBF (2007—2009) и IBO (2007—2009) в наилегчайшем весе. Бывший временный чемпион мира по версии WBA (2009—2010) во 2-м наилегчайшем весе.
Боксёр года по версии Ассоциации боксёрских писателей Америки (2012). Чемпион мира в 4 весовых категориях, старейший чемпион в истории легчайшего веса (38 лет), а также первый и единственный трехкратный чемпион в легчайшем весе.

## Любительская карьера
На любительском ринге провёл 76 поединков, из них 68 выиграл.
В 1998 году стал серебряным призёром национального чемпионата в весовой категории до 90 фунтов.
В 1999 году выиграл юношеские Олимпийские игры. Победил мексиканца Мануэля Переса (5-0), американца Дата Нгуена, и в финале победил американца Джеймса Киркленда (3-2).
Так же на любительском ринге побеждал Рауля Мартинеса, и проиграл Брайану Вилорие.

## Профессиональная карьера
Дебютировал в феврале 2001 года. Первые несколько лет выступал в разных весовых категориях в диапазоне 41-55 кг.
Во 2-м бою проиграл по очкам малоизвестному боксёру Росендо Санчесу.
1 сентября 2002 года в пятом поединке на профессиональном ринге, завоевал титул чемпиона Азии по версии WBO, но сам пояс Донэйру не вручили.
В ноябре 2005 года Нонито победил по очкам опытного колумбийского боксёра, Илидо Хулио (35-6-1).
20 января 2006 года Донэйр раздельным решением судей победил боксёра из Армении Карена Арутюняна, и завоевал титул Северной Америки по версии NABF во втором наилегчайшем весе.
7 сентября 2006 года защитил титул в бою с мексиканцем Оскаром Андраде.

### Наилегчайший вес
в 2007 году спустился в наилегчайший вес для чемпионского поединка с непобеждённым боксёром из Армении, Виком Дарчиняном.

#### Чемпионский бой против Вика Дарчиняна
В июле 2007 года встретился с непобеждённым чемпионом мира в наилегчайшей весовой категории по версии IBF Вахтангом Дарчиняном. Перед боем на официальном сайте Вика Дарчиняна было написано: «Нонито Донэйр, младший брат Гленна Донэйра, готов доказать, что он балерун, как и его брат, а не боксёр. Приходите посмотреть как Дарчинян заставит Нонито Донэйра танцевать»(англ. Nonito Donaire younger brother of Glenn Donaire is ready to proove that he is a ballet dancer just like his brother not a boxer. Come and see Vic Dadrchinyan making Nonito Donaire dance). В середине 5-го раунда Донэйр сильным левым встречным хуком попал армянину в челюсть, и тот сразу же упал. Дарчинян впервые в своей карьере оказался на канвасе. Он попытался подняться, но его повело и он свалился на канаты. Нос Дарчиняна был разбит, а глаза выдавали его неадекватность. На ринг выбежал представитель угла армянина, желая остановить поединок. Рефери на секунду его опередил и сам остановил бой. Поединок получил статусы «апсет года» и «нокаут года» по версии журнала «Ринг».

#### Бой с Луисом Мальдонадо
В декабре 2007 года Нонито Донэйр проводил 1-ю защиту титула WBC в наилегчайшем весе против известного контендера мексиканца Луиса Мальдонадо. В бою Мальдонадо получил рассечение над правым глазом, которое к концу бою стало обильно кровоточить. В конце 7-го раунда Донэйр провёл двойку в голову противника. Мексиканца повело. Донэйр бросился добивать и провёл ещё пару ударов, а потом пробил мощный левый крюк в голову. Мальдонадо упал. Он встал на счёт 4. Сразу же после отчёта нокдауна прозвучал гонг. В начале 8-го раунда Донэйр зажал противника у канатов и обрушил на него град ударов. Мексиканец пропустив значительную их часть сумел выбраться из-под обстрела. Однако в середине раунда Донэйр вновь запер Мальдонадо, на этот раз в углу. Филиппинец провёл ряд ударов. После мощного левого хука в челюсть рефери остановил бой, и зафиксировал технический нокаут.

#### Бой с Морути Мталане
В ноябре 2008 года Донэйр вышел на бой против южноафриканца Морути Мталане. Бой был равным. В середине 6-го раунда Донэйр указал рефери на правую бровь противника. Джо Кортес приостановил бой и отвёл Мталане к врачу. Доктор осмотрел рану и посоветовал прекратить бой. Рефери прекратил поединок. Публика встретила решение недовольным гулом. Поединок проходил в рамках шоу, организованного телеканалом Top Rank, главным событием которого был 2-й бой Хулио Сесар Чавес (младший) — Мэтт Ванда.
В марте 2009 Донэйр победил Рауля Мартинеса

### Второй наилегчайший вес
В августе 2009 года Нонито победил по очкам Рафаэля Консепсьона и стал временным чемпионом мира по версии WBA.
13 февраля 2010 года в Лас-Вегасе Донэйр нокаутировал бывшего чемпиона мира Мануэля Варгаса. 10 июля в защите титула временного чемпиона мира, Донэйр нокаутировал Эрнана Маркеса.

### Легчайший вес

#### Чемпионский бой с Владимиром Сидоренко
В декабре 2010 года Донэйр встретился с бывшим чемпионом мира Владимиром Сидоренко. В конце первого раунда филиппинец мощным правым боковым отправил украинца на настил. Сидоренко сразу поднялся. Он шатался, но рефери позволил продолжить поединок. От дальнейшей атаки Донэйра его спас гонг. В третьем рауде, после левого хука Донэйра Сидоренко опять оказался в нокдауне. В четвёртом раунде Донэйр продолжал избивать Сидоренко, и после очередного нокдауна судья остановил бой. Сидоренко не стал оспаривать это решение.

#### Бой с Фернандо Монтиелем
В феврале 2011 года Донэйр вышел на бой против сильного мексиканского панчера, чемпиона WBC и WBO в легчайшем весе Фернандо Монтиеля. Первый раунд остался за более точным Донэйром, которому удалось пару раз зацепить Монтиеля левым хуком. В середине второго раунда Донэйр нанёс мощнейший левый боковой в голову, который отправил Монтиеля на настил. Мексиканец с трудом поднялся. Рефери разрешил продолжить бой. Донэйр пошёл на добивание, и судья остановил бой. Бой получил статус «нокаут года» по версии журнала «Ринг».
В конце 2011 года Донэйр в одностороннем бою победил не имеющего поражений перспективного аргентинца Омара Норваеса.

### Второй легчайший вес

#### Бой с Вильфредо Васкесом-младшим
Первый бой в новой для себя категории Донэйр провёл с бывшим чемпионом мира Вильфредо Васкесом-младшим 4 февраля 2012 года. Васкес, учитывая опыт предыдущих соперников филиппинца, не полез в открытый бой. С первого раунда преимуществом владел Донэйр. Васкес изредка огрызался. В девятом раунде Донэйру удалось послать пуэрториканца в нокдаун. Несмотря на преимущество Донэйра, мнения судей разделились. Двое отдали победу Донэйру со счётом 117—110, третий посчитал, что победил Васкес 115—112.

#### Объединительный бой с Джеффри Матебулой
В июле 2012 года Донэйр встретился в объединительном бою с юарцем Джеффри Матебулой. Начало боя было равным. Донэйр работал первым номером, Матебула бегал и отстреливался. В конце четвёртого раунда Донэйр левым боковым в челюсть отправил юарца в тяжёлый нокдаун. Он поднялся, но был явно потрясён. От нокаута его спас гонг. В дальнейшем Матебула выровнял бой, но Донэйр выиграл концовку и победил.
13 октября Нонито Донэйр вышел на ринг против чемпиона мира по версии WBC, Тосиаки Нисиоки, но Нисиока до Донэйра год не выходил на ринг, и был лишён титула, но в поединке разыгрывался помимо титула Донэйра, WBO, вакантный брильянтовый титул WBC и The Ring. Донэйр за несколько часов до поединка с Тосиаки Нисиокой отказался от титула IBF, для экономии денег, чтоб не платить за санкцию титула IBF. Донэйр дважды отправлял Нисиоку в нокдаун, и в 9-м раунде рефери прекратил бой зафиксировав победу Донэйра техническим нокаутом.
В декабре 2012 года Донэйр в третьем раунде нокаутировал Хорхе Арсе.

#### Объединительный бой с Гильермо Ригондо
13 апреля 2013 года Нонито Донэйр встретился с непобеждённым кубинским боксёром, Гильермо Ригондо. Донэйр провёл на профессиональном ринге почти втрое больше боёв и считался фаворитом. Несмотря на прогнозы, Ригондо оказался быстрее и точнее филиппинца. В начале первого раунда Ригондо левым боковым пошатнул Донэйра. Первые раунды прошли под контролем Ригондо. Донэйр шёл вперёд, но благодаря отличной работе ног и умелой защите, кубинец легко ускользал от атак филиппинца. Середина боя прошла в менее активном темпе, но преимущество Ригондо не вызывало сомнений. Донэйр выглядел зажатым и неготовым к такому рисунку боя. Пытаясь поймать Ригондо одним ударом, он раз за разом натыкался на серии кубинца. В десятом раунде, при выходе из клинча Донэйр левым боковым отправил Ригондо в нокдаун. Кубинец сразу же поднялся. Донэйр пошёл вперёд, но попасть по Ригондо он не смог. В 11-м раунде Донэйр был более активным, чем предыдущих, но потрясти кубинца ему не удалось. К последнему раунду у Донэйр образовалась гематома под правым глазом. Последний раунд Ригондо выиграл довольно легко. По итогам 12-ти раундов судьи единогласным решением отдали победу Гильермо Ригондо.

#### Бой с Сезаром Хуаресом
11 декабря 2015 года в бою за вакантный титул чемпиона мира по версии WBO победил единогласным решением судей мексиканца Сезара Хуареса и завоевал титул которым владел ранее.

### Полулёгкий вес
После поражения от Ригондо, Донэйр поднялся в полулёгкую весовую категорию, и в ноябре 2013 года дал реванш своему первому из известных соперников, Вику Дарчиняну. Бой был очень зрелищным с обильным обменом ударов. Донэйр так же как и Вик, много пропускал, но удары его были более жёсткими, и в 10-м раунде он всё же сумел добить и нокаутировать своего соперника. Донэйр снова победил.

#### Чемпионский бой с Симпиве Ветьекой
31 мая 2014 года в Макао, состоялся очередной чемпионский бой в карьере Донэйра. Ему противостоял чемпион мира по версии WBA super, южноафриканец, Симпиве Ветьека (26-2). Бой был остановлен после четвёртого раунда, из-за сильного рассечения левого века Донэра, которое полностью закрыло глаз. В четвёртом раунде Донэйр отправил Ветьеку на канвас. Счёт у всех трёх судей составил 39:36 в пользу Донэйра, который победил в итоге техническим решением судей. В послематчевом интервью Донэр заявил что готов дать реванш Ветьеке.

#### Бой с Николасом Уолтерсом
В октябре 2014 Уолтерсу удалось добиться встречи с супер-чемпионом WBA Нонито Донэйром. В день боя весы под Уолтерсом показали 138 фунтов (на 12,5 фунта больше чем на оф. взвешивании), под Донэйром 133 фунта. Гонорары боксёров составили Донэйр — 400тыс.$ , Уолтерс — 150 тыс. $. Поединок сложился напряжённо, но Уолтерс сумел и в этот раз добиться нокаута.

### Возвращение в легчайший вес

#### Участие в турнире World Boxing Super Series
Летом 2018 года было объявлено, что Нонито Донэйр примет участие во 2-м сезоне Всемирной боксёрской суперсерии.

#### Четвертьфинал. Чемпионский бой с Райаном Барнеттом
3 ноября 2018 года состоялся четвертьфинал World Boxing Super Series, где он досрочно победил небитого британца Райана Барнетта (19-0) и завоевал титул суперчемпиона мира по версии WBA и вакантный титул чемпиона по версии WBC Diamond в легчайшем весе.

#### Финал. Объединительный бой с Наоей Иноуэ
7 ноября 2019 года встретился с чемпионом по версии IBF и регулярным чемпионом по версии WBA в легчайшем весе непобежденным японцем Наоей Иноуэ. Оба боксёра обменивались ударами в первой половине боя. Во 2 раунде Иноуэ пропустил хук слева, после чего у него появилось и рассечение правого надбровья и трещины в орбитальной кости правого глаза. В конце 5 раунде Иноуэ потряс Донэйра, но не успел развить атаку из за гонга. В 11 раунде Иноуэ отправил Донэйра в нокдаун левым хуком в печень, но тот сумел подняться на счёт 9. В итоге Иноуэ победил единогласным решением судей. Бой был признан боем года по версии журнала The Ring.

#### Чемпионский бой с Нордином Убаали
29 мая 2021 года досрочно победил нокаутом в 4-м раунде небитого француза Нордина Убаали (17-0), и завоевал титул чемпиона мира по версии WBC (3-я защита Убаали) в легчайшем весе.

#### Бой с Андресом Кампасом
14 июя 2025 года в Буэнос-Айрес, (Аргентина) встретился с 28-летним экс-претендентом Андресом Кампосом (17-3-1). На кону боя стоял пояс временного чемпиона WBA в легчайшем весе (до 53,5 кг). В  первой половине боя Кампосу можно отдать лишь стартовый раунд. Остальные отрезки Донэйр был более активен и острее. Чилиец проснулся только ближе к концу боя, но в 9-м у бойцов произошло столкновение головами. Столкновение открыло сечку у филиппинца. Было принято решение считать карты судей. Счет единогласно: дважды 87—84 и 88—83 в пользу ллегендарного ветерана.

## Статистика профессиональных боёв
В таблице перечислены результаты всех поединков боксёров.
В каждой строке указан результат поединка. Дополнительно номер поединка обозначен цветом, который обозначает итог поединка. Расшифровка обозначений и цветов представлена в нижеследующей таблице.
| Пример | Расшифровка                     |
| ------ | ------------------------------- |
|        | Победа                          |
|        | Ничья                           |
|        | Поражение                       |
|        | Планируемый поединок            |
|        | Поединок признан несостоявшимся |
| КО     | Нокаут                          |
| ТКО    | Технический нокаут              |
| PTS    | Решение судей (по очкам)        |
| UD     | Единогласное решение судей      |
| MD     | Решение большинства судей       |
| SD     | Раздельное решение судей        |
| RTD    | Отказ от продолжения боя        |
| DQ     | Дисквалификация                 |
| NC     | Поединок признан несостоявшимся |

| 51 поединок, 43 победы (28 нокаутом), 8 поражений.                             | 51 поединок, 43 победы (28 нокаутом), 8 поражений. | 51 поединок, 43 победы (28 нокаутом), 8 поражений. | 51 поединок, 43 победы (28 нокаутом), 8 поражений. | 51 поединок, 43 победы (28 нокаутом), 8 поражений. | 51 поединок, 43 победы (28 нокаутом), 8 поражений.        | 51 поединок, 43 победы (28 нокаутом), 8 поражений. | 51 поединок, 43 победы (28 нокаутом), 8 поражений. |
| Бой                                                                            | Рекорд                                             | Дата боя                                           | Соперник                                           | Весовая категория                                  | Место проведения боя                                      | Раундов, время                                     | Дополнительно |
| ------------------------------------------------------------------------------ | -------------------------------------------------- | -------------------------------------------------- | -------------------------------------------------- | -------------------------------------------------- | --------------------------------------------------------- | -------------------------------------------------- | --- |
| 49                                                                             | 42(26)-7                                           | 7 июня 2022                                        | Наоя Иноуэ (23-0)                                  | 53,5 кг; 118 фунтов                                | Супер Арена, Сайтама, префектура Сайтама, Япония          | TKO2 (12), 1:24                                    | Утратил титул чемпиона мира по версии WBC в легчайшем весе. |
| 48                                                                             | 42(28)-6                                           | 11 декабря 2021                                    | Реймарт Габалло (24-0)                             | 53,5 кг; 118 фунтов                                | Спортивный парк Dignity Health, Карсон, Калифорния, США   | KO 4 (12), 2:59                                    | Защитил титул чемпиона мира по версии WBC (1-я защита Донэйра) в легчайшем весе.                                                                                                |
| 47                                                                             | 41(27)-6                                           | 29 мая 2021                                        | Нордин Убаали (17-0)                               | 53,5 кг; 118 фунтов                                | Спортивный парк Dignity Health, Карсон, Калифорния, США   | KO 4 (12), 1:52                                    | Завоевал титул чемпиона мира по версии WBC (3-я защита Убаали) в легчайшем весе.                                                                                                |
| 46                                                                             | 40(26)-6                                           | 7 ноября 2019                                      | Наоя Иноуэ (18-0)                                  | 53,5 кг; 118 фунтов                                | Супер Арена, Сайтама, префектура Сайтама, Япония          | UD 12 (12)                                         | Счёт: 111-116, 113-114, 109-117. Объединительный бой за титул чемпиона мира по версиям WBA (super) (2-я защита Донэра) и IBF (1-я защита Иноуэ) в легчайшем весе. Финал WBSS 2. |
| 45                                                                             | 40(26)-5                                           | 27 апреля 2019                                     | Стефон Янг (18-1-3)                                | 53,5 кг; 118 фунтов                                | Cajundome, Лафейетт, Луизиана, США                        | KO 6 (12), 2:37                                    | Защитил титулы чемпиона мира по версии WBA (super) (1-я защита Донэра) и чемпиона по версии WBC Diamond (1-я защита Донэра) в легчайшем весе. Полуфинал WBSS 2.                 |
| 44                                                                             | 39(25)-5                                           | 3 ноября 2018                                      | Райан Барнетт (19-0)                               | 53,5 кг; 118 фунтов                                | SSE Hydro, Глазго, Шотландия, Великобритания              | RTD 4 (12), 3:00                                   | Завоевал титул суперчемпиона мира по версии WBA (2-я защита Барнетта) и вакантный титул чемпиона по версии WBC Diamond в легчайшем весе. Четвертьфинал WBSS 2.                  |
| Вернулся в легчайший вес — 118 фунтов (до 53,53 кг).                           |                                                    |                                                    |                                                    |                                                    |                                                           |                                                    | |
| 43                                                                             | 38(24)-5                                           | 21 апреля 2018                                     | Карл Фрэмптон (24-1)                               | 57,15 кг; 126 фунтов                               | The SSE Arena, Белфаст, Северная Ирландия, Великобритания | UD 12 (12)                                         | Бой за титул временного чемпиона мира по версии WBO в полулёгком весе. Счёт: 111—117 (трижды).                                                                                  |
| 42                                                                             | 38(24)-4                                           | 23 сентября 2017                                   | Рубен Гарсия Эрнандес (22-2-1)                     | 57,15 кг; 126 фунтов                               | Alamodome, Сан-Антонио, Техас, США                        | UD 10 (10)                                         | Завоевал вакантный титул чемпиона по версии WBC Silver в полулёгком весе. Счёт: 100-90, 97-93, 99-91.                                                                           |
| Вернулся в полулёгкий вес — 126 фунтов (до 57,15 кг).                          |                                                    |                                                    |                                                    |                                                    |                                                           |                                                    | |
| 41                                                                             | 37(24)-4                                           | 5 ноября 2016                                      | Джесси Магдалено (23-0)                            | 54,9 кг; 121 фунт                                  | Thomas & Mack Center, Лас-Вегас, Невада, США              | UD 12 (12)                                         | Счёт: 110—118, 112—116 (дважды). Утратил титул чемпиона мира по версии WBO (2-я защита Донэра) во 2-м легчайшем весе.                                                           |
| 40                                                                             | 37(24)-3                                           | 23 апреля 2016                                     | Золт Бедак (25-1)                                  | 54,9 кг; 121 фунт                                  | Cebu City Sports Center, Себу, Филиппины                  | TKO 3 (12), 2:44                                   | Защитил титул чемпиона мира по версии WBO (1-я защита Донэра) во 2-м легчайшем весе.                                                                                            |
| 39                                                                             | 36(23)-3                                           | 11 декабря 2015                                    | Сезар Хуарес (17-3)                                | 55,23 кг; 122 фунта                                | Roberto Clemente Coliseum, Сан-Хуан, Пуэрто-Рико          | UD 12 (12)                                         | Счёт: 117—109, 116—110 (дважды). Завоевал вакантный титул чемпиона мира по версии WBO во 2-м легчайшем весе.                                                                    |
| 38                                                                             | 35(23)-3                                           | 18 июля 2015                                       | Энтони Сэттоул (20-3)                              | 55,23 кг; 122 фунта                                | Cotai Arena, Макао, Китай                                 | TKO 2 (10), 1:41                                   | Сэттоул дважды в нокдауне в первом раунде, и один раз во втором. |
| 37                                                                             | 34(22)-3                                           | 28 марта 2015                                      | Уильям Прадо (22-4-1)                              | 55,23 кг; 122 фунта                                | Araneta Coliseum, Кесон-Сити, Лусон, Филиппины            | TKO 2 (12), 2:16                                   | Завоевал вакантный титул NABF во 2-м легчайшем весе. |
| Вернулся во второй легчайший вес — 122 фунтов (до 55,23 кг).                   |                                                    |                                                    |                                                    |                                                    |                                                           |                                                    | |
| 36                                                                             | 33(21)-3                                           | 18 октября 2014                                    | Николас Уолтерс (24-0)                             | 57,15 кг; 126 фунтов                               | StubHub Center , Карсон , Калифорния , США                | TKO 6 (12), 2:59                                   | Утратил титул суперчемпиона мира по версии WBA в полулёгком весе. |
| 35                                                                             | 33(21)-2                                           | 31 мая 2014                                        | Симпиве Ветьека (26-2)                             | 57,15 кг; 126 фунтов                               | Venetian Resort, Макао, Китай                             | TD 5 (12), 0:01                                    | Завоевал титул суперчемпиона мира по версии WBA в полулёгком весе. Ветьека в нокдауне в 4 раунде.                                                                               |
| 34                                                                             | 32(21)-2                                           | 9 ноября 2013                                      | Вик Дарчинян (2) (39-5-1)                          | 57,15 кг; 126 фунтов                               | Корпус-Кристи, Техас, США                                 | TKO 9 (10), 2:06                                   | |
| Перешёл в полулёгкий вес — 126 фунтов (до 57,15 кг).                           |                                                    |                                                    |                                                    |                                                    |                                                           |                                                    | |
| 33                                                                             | 31(20)-2                                           | 13 апреля 2013                                     | Гильермо Ригондо (11-0-0)                          | 55,23 кг; 122 фунта                                | Radio City Music Hall, Манхэттен, Нью-Йорк, США           | UD 12 (12)                                         | Объединительный бой за титул чемпиона мира по версии WBO 4-я защита Донэра, по версии The Ring, 2-я защита Донэра; по версии WBA 3-я защита Ригондо.                            |
| 32                                                                             | 31(20)-1                                           | 15 декабря 2012                                    | Хорхе Арсе (61-6-2)                                | 55,23 кг; 122 фунта                                | Тойота-центр, Хьюстон, Техас, США                         | KO 3 (12), 2:59                                    | Бой за титул чемпиона мира по версии WBO, 3-я защита Донэра, по версии The Ring, 1-я защита Донэра, по версии WBC (бриллиантовый титул), 1-я защита Донэра.                     |
| 31                                                                             | 30(19)-1                                           | 13 октября 2012                                    | Тосиаки Нисиока (39-4-3)                           | 55,23 кг; 122 фунта                                | Хоум Дипо Сентер, Карсон, Калифорния, США                 | TKO 9 (12), 1:54                                   | Бой за титул чемпиона мира по версии WBO, 2-я защита Донэра, бой за вакантные титулы The Ring и WBC (бриллиантовый титул).                                                      |
| Донэр за несколько часов до поединка с Тосиаки Нисиока отказался от титула IBF |                                                    |                                                    |                                                    |                                                    |                                                           |                                                    | |
| 30                                                                             | 29(18)-1                                           | 7 июля 2012                                        | Джеффри Матебула (26-3-2)                          | 55,23 кг; 122 фунта                                | Хоум Дипо Сентер, Карсон, Калифорния, США                 | UD 12 (12)                                         | Объединительный бой за титулы чемпиона мира по версии WBO, 1-я защита Донэра, по версии IBF, 1-я защита Матебулы во 2-м легчайшем весе.                                         |
| 29                                                                             | 28(18)-1                                           | 4 февраля 2012                                     | Вильфредо Васкес-младший (21-1-1)                  | 55,23 кг; 122 фунта                                | Alamodome, Сан-Антонио, Техас, США                        | SD 12 (12)                                         | Завоевал вакантный титул чемпиона мира по версии WBO во 2-м легчайшем весе. |
| Перешёл во второй легчайший вес — 122 фунтов (до 55,23 кг).                    |                                                    |                                                    |                                                    |                                                    |                                                           |                                                    | |
| 28                                                                             | 27(18)-1                                           | 22 октября 2011                                    | Омар Нарваэс (35-0-2)                              | 53,5 кг; 118 фунтов                                | Мэдисон-сквер-гарден, Нью-Йорк, США                       | UD 12 (12)                                         | Защитил титул чемпиона мира по версиям WBO и WBC (1-я защита Донэра) в легчайшем весе.                                                                                          |
| 27                                                                             | 27(18)-1                                           | 19 февраля 2011                                    | Фернандо Монтиель (44-2-2)                         | 53,5 кг; 118 фунтов                                | Мэдисон-сквер-гарден, Нью-Йорк, США                       | TKO 2 (12), 2:25                                   | Завоевал титул чемпиона мира по версиям WBO и WBC (2-я защита Монтиеля) в легчайшем весе.                                                                                       |
| 26                                                                             | 25(17)-1                                           | 4 декабря 2010                                     | Владимир Сидоренко (22-2-2)                        | 53,5 кг; 118 фунтов                                | Хонда-центр, Анахайм, Калифорния, США                     | KO 4 (12), 1:48                                    | Бой за вакантный титул чемпиона континентальной Америки по версии WBC. |
| Перешёл в легчайший вес — 118 фунтов (до 53,53 кг).                            |                                                    |                                                    |                                                    |                                                    |                                                           |                                                    | |
| 25                                                                             | 24(16)-1                                           | 10 июля 2010                                       | Эрнан Маркес (27-1)                                | 52,2 кг; 115 фунтов                                | Coliseo Jose Miguel Agrelot, Сан-Хуан, Пуэрто-Рико        | TKO 8 (12), 2:59                                   | Защитил титул временного чемпиона мира по версии WBA (1-я защита Донэра) во 2-м наилегчайшем весе.                                                                              |
| 24                                                                             | 23(15)-1                                           | 13 февраля 2010                                    | Мануэль Варгас (27-4-1)                            | 52,2 кг; 115 фунтов                                | Хилтон, Лас-Вегас, Невада, США                            | KO 3 (12), 1:33                                    | |
| 23                                                                             | 22(14)-1                                           | 15 августа 2009                                    | Рафаэль Консепсьон (13-3-1)                        | 52,2 кг; 115 фунтов                                | Hard Rock Hotel and Casino, Лас-Вегас, Невада, США        | UD 12 (12)                                         | Завоевал вакантный титул временного чемпиона мира по версии WBA во 2-м наилегчайшем весе.                                                                                       |
| Вернулся во второй наилегчайший вес — 115 фунтов (до 52,16 кг).                |                                                    |                                                    |                                                    |                                                    |                                                           |                                                    | |
| 22                                                                             | 21(14)-1                                           | 19 апреля 2009                                     | Рауль Мартинес (24-0)                              | 50,8 кг; 112 фунтов                                | Araneta Coliseum, Кесон-Сити, Филиппины                   | TKO 4 (12), 2:42                                   | Защитил титул чемпиона мира по версиям IBF и IBO (3-я защита Донэра) в наилегчайшем весе.                                                                                       |
| 21                                                                             | 20(13)-1                                           | 1 ноября 2008                                      | Морути Мталане (23-1)                              | 50,8 кг; 112 фунтов                                | Мандалай-Бэй, Лас-Вегас, Невада, США                      | TKO 6 (12), 1:31                                   | Защитил титул чемпиона мира по версиям IBF и IBO (2-я защита Донэра) в наилегчайшем весе.                                                                                       |
| 20                                                                             | 19(12)-1                                           | 1 декабря 2007                                     | Луис Мальдонадо (35-2-1)                           | 50,8 кг; 112 фунтов                                | Foxwoods Resort, Mashantucket, Коннектикут, США           | TKO 8 (12), 1:16                                   | Защитил титул чемпиона мира по версиям IBF и IBO (1-я защита Донэра) в наилегчайшем весе.                                                                                       |
| 19                                                                             | 18(11)-1                                           | 7 июля 2007                                        | Вик Дарчинян (28-0)                                | 50,8 кг; 112 фунтов                                | Harbour Yard Arena, Бриджпорт, Коннектикут, США           | TKO 5 (12), 1:38                                   | Завоевал титул чемпиона мира по версиям IBF (7-я защита Дарчиняна) и IBO (6-я защита Дарчиняна) в наилегчайшем весе.                                                            |
| Вернулся в наилегчайший вес — 112 фунтов (до 50,80 кг).                        |                                                    |                                                    |                                                    |                                                    |                                                           |                                                    | |
| 18                                                                             | 17(10)-1                                           | 12 мая 2007                                        | Кевин Хаджинс (5-9)                                | 52,2 кг; 115 фунтов                                | Reno Events Center, Рино, Невада, США                     | TKO 1 (8), 2:29                                    | |
| 17                                                                             | 16(9)-1                                            | 7 октября 2006                                     | Оскар Андраде (35-27-1)                            | 52,2 кг; 115 фунтов                                | Мандалай-Бэй, Лас-Вегас, Невада, США                      | UD 12 (12)                                         | Счёт: 118-109, 116-111 (дважды). Защитил титул чемпиона по версии NABF (1-я защита Донэра) во 2-м наилегчайшем весе.                                                            |
| Бои во втором наилегчайшем весе — 115 фунтов (до 52,16 кг).                    |                                                    |                                                    |                                                    |                                                    |                                                           |                                                    | |
| Бой                                                                            | Дата                                               | Рекорд                                             | Соперник                                           | Весовая категория                                  | Место боя                                                 | Результат                                          | Дополнительно |